# Schwindegg
Schwindegg è un comune tedesco di 3 498 abitanti, situato nel land della Baviera.